# NGC 5992
NGC 5992 је спирална галаксија у сазвежђу Волар која се налази на NGC листи објеката дубоког неба.
Деклинација објекта је + 41° 5' 9" а ректасцензија 15h 44m 21,5s. Привидна величина (магнитуда) објекта NGC 5992 износи 13,5 а фотографска магнитуда 14,3. NGC 5992 је још познат и под ознакама UGC 10003, MCG 7-32-49, MK 489, IRAS 15425+4114, CGCG 222-47, KCPG 471A, PGC 55913.